# Myersiohyla aromatica
Espèce
Synonymes
- Hyla aromatica Ayarzagüena & Señaris, 1994

Statut de conservation UICN

 VU  : Vulnérable
Myersiohyla aromatica est une espèce d'amphibiens de la famille des Hylidae.

## Répartition
Cette espèce est endémique de l'État d'Amazonas au Venezuela. Elle se rencontre à environ 1 700 m d'altitude sur le cerro Huachamacare,.

## Publication originale
- Ayarzagüena & Señaris, 1994 : Dos nuevas especies de Hyla (Anura; Hylidae) para las cumbres tepuyanas del Estado Amazonas, Venezuela. Memoria de la Sociedad de Ciencias Naturales La Salle, vol. 53, no 139, p. 127-146.